# Boys (canción de The Shirelles)
«Boys» es una canción escrita por Luther Dixon y Wes Farrell, interpretada originalmente por The Shirelles y publicada como lado B de su sencillo «Will You Love Me Tomorrow» en noviembre de 1960.

## Versión de The Beatles
The Beatles realizaron una versión de «Boys» para su primer álbum británico, Please Please Me. Fue grabada en los estudios EMI el 11 de febrero de 1963 –este día grabaron diez de los catorce temas del álbum– en una sola toma, y fue la primera canción de Ringo Starr como vocalista con The Beatles. Además, la banda incluyó otra canción de The Shirelles en su primer álbum: «Baby It's You».
«Boys» era cantada por The Beatles durante sus días en The Cavern, con Pete Best en la batería. Casualmente, Starr también la había cantado con Rory Storm and the Hurricanes, compartiendo a veces el mismo micrófono con Cilla Black.
El baterista de Los Beatles hizo un animado debut como cantante en esta versión.

En realidad era una canción de chicas, o una canción homosexual. Pero nunca le prestábamos atención a eso. Es una canción buenísima. Es una de las cosas de la juventud, no te importa nada.
Paul McCartney.

## Personal
El personal utilizado en la grabación de la canción fue el siguiente:
The Beatles
- Ringo Starr – voz principal, batería (Premier Duroplastic Mahoganny).
- John Lennon – guitarra rítmica (Rickenbacker 325c58), coros.
- Paul McCartney – bajo (Höfner 500/1 61´), coros.
- George Harrison – guitarra líder (Gretsch Duo Jet), coros.

Equipo de producción
- George Martin – producción
- Norman Smith – ingeniero de sonido